# Лісовчики

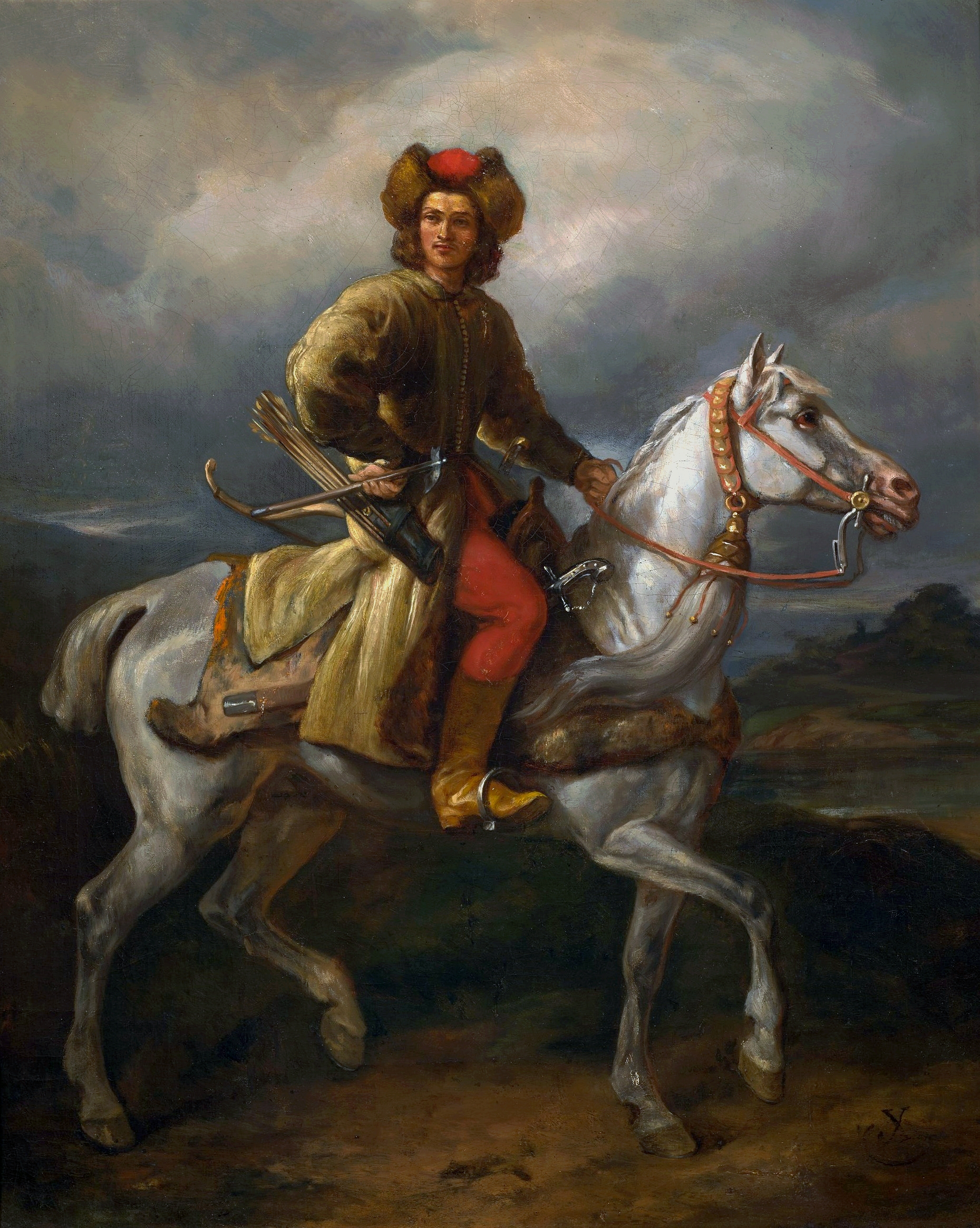
Лісовчик — картина Юліуша Коссака бл. 1860-65 (копія картини Рембрандта)

Лісо́вчики («польські козаки», «козаки-лісовчики», «польські елеари») — рід польської легкої кінноти, що був створений 1615 року, спершу як жовнірська конфедерація під проводом полковника Олександра Лісовського.
Лісовчики — окрема сторінка в історії військової справи Речі Посполитої. Вони були єдиним прикладом річпосполитських кондотьєрів так само затятих, як німецькі ландскнехти чи швейцарська піхота. Від цих згаданих найманців їх відрізняла специфічна внутрішня організація, що дещо нагадувала організацію Запорозької Січі. Лісовчики були жовнірською громадою, що вступала на найману військову службу найчастіше в цілості, за умови збереження права керуватися власними звичаями, підпорядкування винятково власному, обраному громадою провідникові, із власними військовими посадовими особами та судом.

## Походження лісовчиків
Внутрішня організація лісовчиків мала форму солдатської конфедерації, по типу тих, які з'явилися в Польщі під час польсько-шведської війни за Інфлянти 1601—1605. Їх укладали військові частини, що бунтували через невиплату жолду. Конфедерації вибирали собі власних командирів і нападали на містечка і села, відбираючи в селян прострочену платню через грабіж, контрибуції або накладення нових податків. Одним з перших командирів такої конфедерації, створеної наприкінці 1604 р., був Олександр Лісовський.
Коли по смерті Бориса Годунова вибухла в Московії громадянська війна, маса звільнених із служби після інфлянської війни чи скомпрометованих участю в рокоші Зебжидовського вояків з Речі Посполитої, у т.ч. з українських земель, на власний розсуд пішли на службу до Дмитра Самозванця ІІ. Самозванець не мав грошей, тож поляки на його службі створили перед тим так звану московську конфедерацію і через вибраних командирів (зокрема «гетьмана» Яна Петра Сапєгу, старосту усвятського) уклали з серпня 1608 р. з Дмитром угоду, згідно з якою вони взялися служити без платні, як добровольці, а коли Дмитрій утвердиться на троні, має виплатити їм 100 000 дукатів або дозволить збирати податки в сіверській і рязанській землях. Одним з ватажків московської конфедерації був колишній рокошанин — Олександр Лісовський.
Коли справа Самозванця зазнала поразки, а війська польського короля Сигизмунта ІІІ зайняли Сіверщину наприкінці 1609 р., частина конфедератів погрожувала Речі Посполитій війною з приводу вторгнення на території, яку вони мали отримати в оплату від царя Дмитрія. Пізніше, по бурхливих авантурах «Димитріад», частина конфедератів перейшла наприкінці 1610 р. на службу до Сигізмунта ІІІ, м. ін. Олександер Лісовський. Тим самим життя солдатської конфедерації Лісовського було продовжено ще років на тридцять.

## Організація

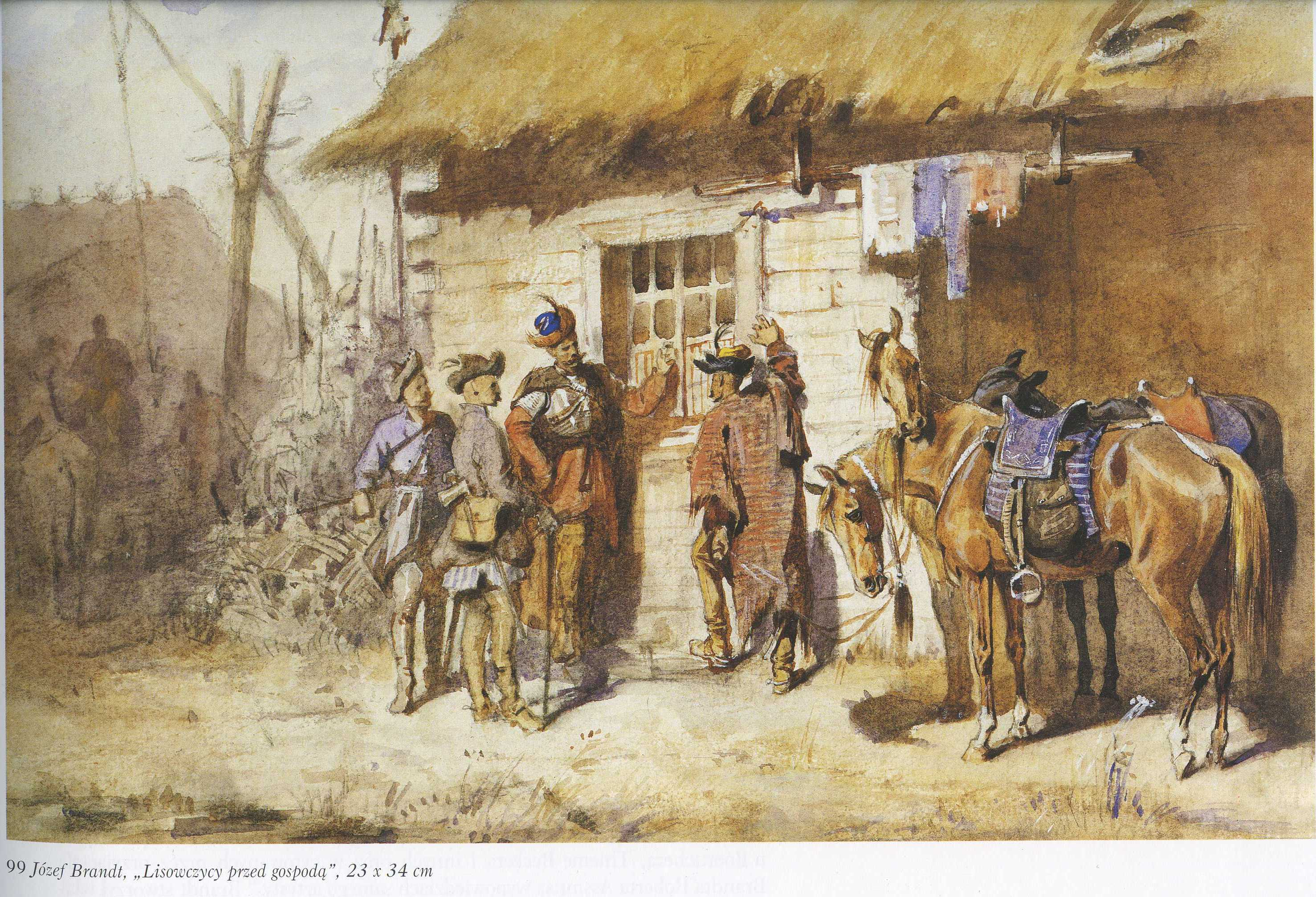
Лісовчики перед господою. Картина Юліуша Коссака

Найвищою владою у лісовчиків було «генеральне коло», або збір всіх товаришів (повноправних членів товариства). Воно вибирало головного вождя, званого «полковником» (у країні) або іноді «гетьманом» (за рубежем), його поручика, або заступника, обозного, суддів, ротмістрів, поручиків і прапороносців. Круг ухвалював також суворі військові статті, що проголошували нещадні штрафи за порушення правил внутрішнього життя конфедерації.
Подібно тому, як це було в регулярних військах, лісовчики мали із собою почт (пахолків) і челядь (джур чи цюрів). Вважалося, що товаришеві слугують від 3 до 5 пахолків і до 10 цюрів.
Товариші і пахолки складали «панські корогви». Цюрів відособлено було в окремі корогви, що мали навіть власні прапорці, «короговки» чи «челядні знаки». Кожному ротмістрові підлягали два підрозділи — панський і цюрівський. Тільки полковник командував чотирма корогвами — двома добірними панськими, званими «чорною» і «червоною», а також двома цюрівськими. Уся сукупність конфедератів, організована таким чином, звалася «полком». Його кількісний склад міг становити від 2000 до 10 000 шабель.
Корпус товаришів складала переважно дрібна мазовецька шляхта, проте і серед товаришів було багато простого люду, що вислужився в боях. Прислужниками були ремісники і селяни, а часто злочинці або волоцюги, в тому числі цигани.
Челядні корогви несли службу бойової охорони та розвідки, вони також використовувалися для того, щоб проводити систематичний грабунок території за татарським зразком, тоді як панські корогви, що були головними силами полку, трималися вкупі, напоготові для активних бойових дій.

## Тактика і озброєння
Московські конфедерації складалися, напевно, із різних родів війська, хай і з перевагою кінноти. Але коли гетьман Ян Кароль Ходкевич брав на королівську службу полк Лісовського, то обумовив, що полк повинен складатися із випробуваної в домовій війні в Росії найлегшої кінноти, «козаків в самому платті» (тобто без захисного озброєння), без таборів. Це накидало полкові Лісовського характерну тактику і озброєння.

Голландська сепія 17 ст. із зображенням польських гусарів та лісовчиків

Лісовчики не носили жодного захисного обладунку, але наступальне озброєння мали дуже добре. Становили його три штуки вогнепальної зброї, два пістолети і мушкет (тобто напевно бандолет або карабін), окрім того лук, шабля, кончар або палаш під сідлом, а також — напевно в деяких корогвах або у товаришів — рогатина (короткий спис).
Не маючи таборів, використовуючи для маршу тільки в'ючні коні, лісовчики рухалися по місцевості дуже швидко. Переправи здійснювали завжди вплав, тримаючись за кінський хвіст; тільки знятий з в'юків вантаж перевозили складеним поспішно плотом, або «поромом».
Під час маршу лісовчики керувалися суворими принципами, що повинні були запевнити таємницю маневру. Вони вбивали кожну людину, яка траплялася на дорозі. Населення здобутих міст вирізували в пень. Мордували власних товаришів, які в результаті хвороб або ран не могли встигнути за темпом маршу. Для переправ вибирали тільки невідомі місця.
Всі ці способи запевняли невловимість лісовчиків і дозволяли їм проводити безкарні грабунки. Добрі коні і брак таборів давали їм перевагу у швидкості над переслідуючим їх ворогом, а те, що вони мали можливість минути комунікаційні шляхи, мости і броди, уможливлювало уникнення заздалегідь налаштованих засідок.
Завдяки цим особливостям лісовчики особливо надавалися до дій в авангарді й ар'єргарді, до розвідки і перерізання комунікацій, до шарпання ворога, до переслідування, до стереження флангів армії і проведення глибоких диверсійних і терористичних операцій.
Змушені до битви, билися лісовчики лавою, тобто відкритим бойовим порядком, з такими проміжками, щоб можна було вільно повернути коня на місці. Раз у раз нападаючи і тікаючи («розсипом ударяючи»), знищували ворога вогнем або засипали хмарою стріл. Але вони могли також у відповідну мить ударити в щільному порядку.
Лісовчики були майстрами в застосуванні захоплення ворога зненацька. Нападали перед світанком, коли сон найміцніший (Маннгайм — 1622). Рідко коли давали битву без вживання «фортеля» — засідки. Найчастіше удавали втечу, а коли в результаті гонитви ворожі порядки розстроювалися, повертали і стрімко ударяли на ворога (Надь Хомонна — 13.X.1619, Сест в Гессені — 27.IX.1636). Перед початком битви лісовчики часто потайки обходили одне або обидва крила ворога.
Легка кіннота лісовска уміла навіть здобувати міста. Час від часу під час грабунку худоби, що пасеться біля стін, або грабунку передмістя нечисленими цюрами траплялася вилазка залоги міста, на яку вже чекала решта лісовчиків і на її карках вривалася через відкриті ворота до міста. (Злабінск у Моравії — 1620, Клодзко в Сілезії — 1622, Понт-а-Муссон над Мозелем — 1635). Час від часу перед світанком лісовчики перекидали через стіну спритного прислужника з інструментами, який відчиняв ворота (Лампсхцім — 1622).
Військове мистецтво лісовчиків було зразком неписьменної і ненаписаної, але набутої дорогою ціною кількавікової безперервної традиції досвіду — польської солдатської практики, яку через службу міг придбати однаковою мірою як гетьман з магнатів, так і колишній кріпак.